# Schusterstuhl (Vorarlberg)
Schusterstuhl är en bergstopp i Österrike.   Den ligger i distriktet Feldkirch och förbundslandet Vorarlberg, i den västra delen av landet, 500 km väster om huvudstaden Wien. Toppen på Schusterstuhl är 1 917 meter över havet. Schusterstuhl ingår i Kanisfluh.
Terrängen runt Schusterstuhl är bergig åt nordväst, men åt sydost är den kuperad. Runt Schusterstuhl är det ganska glesbefolkat, med 47 invånare per kvadratkilometer.. Närmaste större samhälle är Dornbirn, 12,7 km norr om Schusterstuhl. 
Trakten runt Schusterstuhl består i huvudsak av gräsmarker.